# Новосергеевка (38621418141)
Новосергеевка — деревня в Курчатовском районе Курской области. Входит в Колпаковский сельсовет.

## География
Деревня находится на реке Ралутин, в 52 километрах к юго-западу от Курска, в 19,5 километрах к юго-западу от районного центра — города Курчатов, в непосредственной близости от центра сельсовета – Новосергеевка.
Климат
Новосергеевка, как и весь район, расположенa в поясе умеренно континентального климата с тёплым летом и относительно тёплой зимой (Dfb в классификации Кёппена).

## Население
| 2002 | 2010 |
| ---- | ---- |
| 75   | ↘40  |

## Инфраструктура
Личное подсобное хозяйство. На 4 июня 2021 года в деревне находится 37 домов.

## Транспорт
Новосергеевка находится в 35,5 км от федеральной автодороги М2 «Крым», в 13 км от автодороги регионального значения 38К-017 (Курск – Льгов – Рыльск – граница с Украиной), в 13 км от автодороги 38К-010 (M2 – Иванино), в 8,5 км от автодороги 38К-004 (Дьяконово – Суджа – граница с Украиной), на автодороге межмуниципального значения 38Н-086 (38К-004 – Любимовка – Имени Карла Либкнехта), в 0,5 км от автодороги 38Н-090 (38Н-086 – Колпаково – Иванино), в 13,5 км от ближайшего ж/д остановочного пункта 412 км (линия Льгов I — Курск). Остановка общественного транспорта.